# Providència (dret)
Una providència és, en termes de dret processal, una resolució judicial dictada per un jutge o un tribunal que té per finalitat l'ordenació d'un procés o la tramitació d'un afer.